# Аліса та ловець собак
«Аліса та ловець собак» (англ. Alice and the Dog Catcher) — американський анімаційний короткометражний  фільм із серії «Комедії Аліси», що вийшов
1 липня 1924 року.

## Головні персонажі
- Аліса
- Юлій

## Інформаційні дані
- Аніматори[3]:
- Оператор[3]:
- Живі актори[3]:
- Тип анімації: об'єднання реальної дії та стандартної анімації
- Виробничий код: AC-06[4]